# Dulce Téllez
Dulce Téllez, född 12 september 1983 i Santiago de Cuba, är en kubansk-puertoricisk volleybollspelare.
Téllez blev olympisk bronsmedaljör i volleyboll vid sommarspelen 2004 i Aten. Hon sökte politisk asyl i Puerto Rico 2006.